# So weit die Füße tragen (1959)
So weit die Füße tragen ist ein deutscher Fernseh-Mehrteiler aus dem Jahr 1959, der auf dem gleichnamigen Roman von Josef Martin Bauer basiert.
Im Jahre 2001 entstand außerdem eine Filmfassung des Stoffes, siehe So weit die Füße tragen (2001).

## Handlung
Es handelt sich bei diesem Sechsteiler um eine werkgetreue Verfilmung der Buchvorlage. Allerdings werden einige Teile der Handlung nur angesprochen, während sie im Roman ausführlich geschildert werden, so zum Beispiel die Geschichte des ersten erfolglosen Fluchtversuchs Forells oder der Bericht über den Mitgefangenen Willi Bauknecht, dem es zunächst gelang, über die Beringstraße nach Alaska zu entkommen, der dann aber von den damals noch verbündeten US-Amerikanern wieder an die Sowjetunion ausgeliefert wurde.
Der Film endet mit Erich Baudrexel, der seinen Neffen wiedererkennt und dessen Worte sind: „Du bist ein völlig anderer Mensch.“ 

## Wirkung
Diese erste filmische Adaption des Romans durch den Regisseur Fritz Umgelter war zehn Jahre nach der Heimkehr vieler Kriegsgefangener ein Versuch, diesen Geschichtsabschnitt verständlich zu machen. Die Reihe trug Züge einer Dokumentation, obwohl sie nach dem Drehbuch einen Spielfilmcharakter hatte. Erst im Jahr 2010 kamen bei Recherchen zu einem Radiofeature zudem Ungereimtheiten in der Romanvorlage zutage, die in Frage stellen könnten, dass sich die Geschichte tatsächlich so zugetragen hat.
Die Reihe wirkte für drei Generationen an Zuschauern als „Straßenfeger“, der wochenlang die Gespräche bestimmte. Sie war 1959 der erste große Publikumsmagnet des jungen Deutschen Fernsehens und der erste durchschlagende Erfolg einer Fernsehserie. Bemerkenswert ist, dass die einzelnen Folgen nicht, wie später allgemein üblich, eine einheitliche Länge hatten. So hatte die kürzeste Folge (4) 47 und die längste (1) 86 Minuten Spieldauer.

## Kritiken
„‚So weit die Füße tragen‘ war die erste wirkliche deutsche Fernseh-Eigenproduktion und bot nicht nur spannende Unterhaltung, sondern ‚Balsam‘ für die Seele des Volkes, da ein unbescholtener Deutscher in der Rolle des Kriegsopfers gezeigt wurde. So passte die Produktion auch ideologisch in das Klima der Zeit des Kalten Krieges, ohne zuviel politischen Zündstoff zu bieten. Die Serie schrieb ein Stück Fernsehgeschichte und rangierte mehrere Jahrzehnte am oberen Ende der Beliebtheitsskala einer deutschen Fernseh-Programmzeitschrift.“

## Produktion
Die Dreharbeiten dauerten gut fünf Monate. Die Innenaufnahmen wurden in den Bavaria-Studios in Geiselgasteig gedreht, die Außenaufnahmen in Finnland und in den Schweizer Bergen. In Bayern waren die Hauptdrehorte das Kraftwerk in Burghaig, einem Ortsteil von Kulmbach, und das Sägewerk der Spinnerei in Mainleus. Ernst Lipkowsky war damaliges Vorstandsmitglied und Betriebsleiter der Spinnerei und Schwiegervater von Fritz Umgelter.

## Belege
1. ↑  „So weit die Füße tragen“. Ein Welterfolg – Dichtung und Wahrheit (Memento vom 20. Oktober 2010 im Internet Archive), Text zum Radiofeature, Br-online.de.
2. ↑  So weit die Füße tragen. In: Lexikon des internationalen Films. Filmdienst, abgerufen am 21. Januar 2017.
3. ↑  Schon einmal Filmkulisse, Nr. 23, 60. Jahrgang 23. März 2015.